# Música hauçá
A música hauçá ou haúça é a música popular típica do povo hauçá, um dos grandes grupos étnicos da Nigéria. A música deste povo tem desempenhado um papel importante no desenvolvimento da música da Nigéria, onde são bem conhecidas pela contribuição de elementos como o goje, com uma corda de violino. Existem duas grandes categorias de música hauçá: música folclórica rural e corte da música urbana.
Música cerimonial (rokon fada) é executada como um símbolo de status, e os músicos geralmente são escolhidos por razões políticas, em oposição àquelas musicais. Músicas cerimoniais podem ser ouvidas no sara semanal, uma declaração da autoridade do emir, que se realiza todas as quintas-feiras à noite.
Elegantes cantores de louvor, como o renomado Narambad, são dedicados a cantar as virtudes de um patrono, geralmente um sultão ou Emir. Canções de elogios são acompanhadas por Tímpano e tambores falantes, juntamente com o kakakai, uma espécie de longa trompete, derivadas de um instrumento utilizado pela cavalaria songai.
A música folclórica inclui estilos rurais que acompanham as meninas jovens na dança asauwara e o culto de transe bòòríí. A música popular hauçá inclui artistas como Muhamman Shata, que canta acompanhado por um bando de tambores, Dan Maraya, que toca um alaúde de uma corda chamado de kontigi, Audo Yaron Goje, que toca o goje, e Ibrahim Na Habu, que toca uma pequeno violino chamado kukkuma.

## Bòòríí
O culto bòòríí hauçá é especialmente bem conhecido fora do país, e foi trazido em grande parte do extremo norte como Trípoli, Líbia pelo comércio transaariano. O culto bòòríí é característico pelas músicas tocadas durante os estados de transe, tocada por cabaça, alaúde ou violino. Durante as cerimônias, as mulheres e outros grupos marginalizados caem em transes e executam estranhos comportamentos, tais como imitando um porco ou de comportamento sexual. Essas pessoas têm dito ser possuídas por um personagem, cada um com sua própria litania  (kírààrì). Existem cultos de transe similares (o chamado "cultos de sereia") encontrado na região do delta do Níger.

## Outras leituras
- Ames, David W. (1971). Glossary of Hausa Music and Its Social Contexts. [S.l.]: Northwestern University Press. ISBN 0-8101-0361-3
- Kofoworola, Ziky (1987). Hausa Performing Arts and Music. [S.l.]: Dept. of Culture, Federal Ministry of Information and Culture. ISBN 978-173-041-2
- Mack, Beverly B. (2004). Muslim Women Sing: Hausa Popular Song. [S.l.]: Indiana University Press. ISBN 0-253-21729-6